# Ruth Cardoso

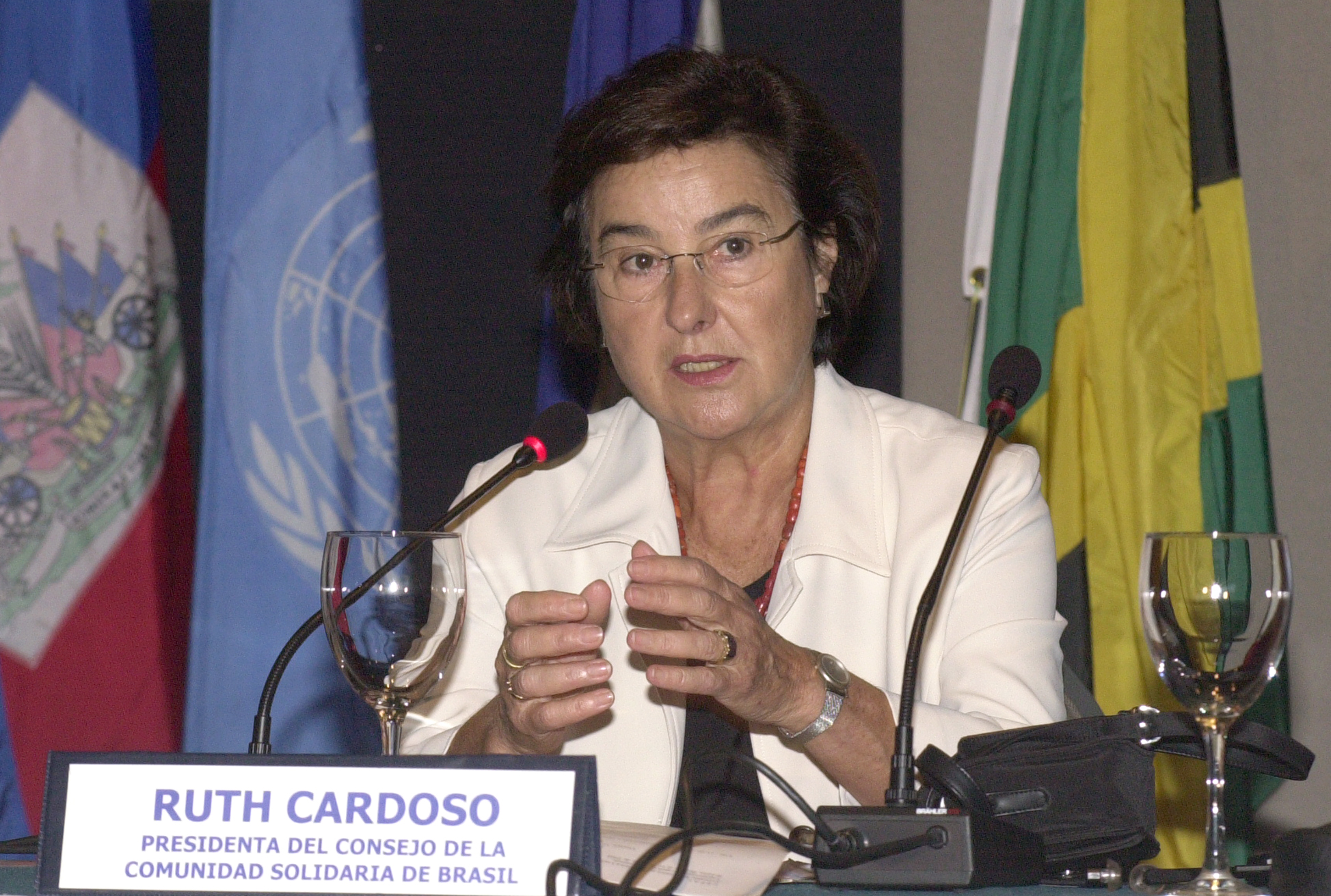
Ruth Cardoso, 2008

Ruth Vilaça Correia Leite Cardoso (* 19. September 1930 in Araraquara, São Paulo; † 24. Juni 2008 in São Paulo) war eine brasilianische Anthropologin und ehemalige First Lady von Brasilien.

## Leben
Im Jahr 1953 heiratete sie Fernando Henrique Cardoso, den späteren Präsident von Brasilien. Mit ihm hat sie drei Kinder.
Sie arbeitete als Dozentin und Forscherin an der Universität von São Paulo und an verschiedenen anderen Hochschulen in verschiedenen Ländern.
Sie war ein assoziiertes Mitglied des Center for Latin American Studies an der Universität Cambridge, Facultad Latinoamericana de Ciencias Sociales, Universität Chile (Santiago), Maison des Sciences de l’Homme (Paris), University of California (Berkeley, Kalifornien) und an der Universität Columbia (New York City).
Sie starb im 24. Juni 2008 auf Grund von Herzproblemen. Posthum wurde sie 2009 mit dem Diploma Bertha Lutz ausgezeichnet.